# 171458 Pepaprats
171458 Pepaprats è un asteroide della fascia principale. Scoperto nel 2007, presenta un'orbita caratterizzata da un semiasse maggiore pari a 2,3340466 UA e da un'eccentricità di 0,2164051, inclinata di 1,89192° rispetto all'eclittica.